# پیناکولون
پیناکولون (به انگلیسی: Pinacolone) یک ترکیب شیمیایی با شناسه پاب‌کم ۶۴۱۶ است. شکل ظاهری این ترکیب، مایع بی‌رنگ است.